# Lettera di Ignazio agli Efesini
La Lettera di Ignazio agli Efesini (spesso abbreviata Ign. Ef.) è un'epistola attribuita a Ignazio di Antiochia, vescovo di Antiochia del II secolo, e indirizzata alla chiesa di Efeso. Fu scritta durante il viaggio di Ignazio da Antiochia alla sua esecuzione a Roma.

## Composizione
Agli Efesini è una delle sette epistole attribuite a Ignazio che sono generalmente accettate come autentiche. Nel V secolo, questa raccolta fu ampliata da lettere spurie.
È chiaro che Agli Efesini fu scritta poco prima del martirio di Ignazio, ma non è chiaro quando avvenne precisamente questo martirio. La tradizione colloca il martirio di Ignazio nel regno di Traiano, che fu imperatore di Roma dal 98 al 117 d.C. Mentre molti studiosi accettano la datazione tradizionale del martirio di Ignazio sotto Traiano, altri hanno sostenuto una data un po' successiva. Richard Pervo ha datato la morte di Ignazio al 135-140 d.C., e il classicista britannico Timothy Barnes ha sostenuto una data intorno al 140 d.C.

## Contenuto
Ignazio apre la sua lettera lodando gli Efesini e lodando altamente Onesimo affermando: Ho ricevuto, quindi, tutta la tua moltitudine nel nome di Dio, attraverso Onesimo, uomo di inesprimibile amore, e il tuo vescovo nella carne, che ti prego per Gesù Cristo da amare e che tutti voi cerchereste di essere come lui. E infatti lo stesso Onesimo loda molto il vostro buon ordine in Dio, che vivete tutti secondo la verità e che nessuna setta ha una dimora tra voi. Questo potrebbe benissimo essere lo stesso Onesimo di cui scrive Paolo nella lettera canonica a Filemone. Ignazio consiglia agli Efesini di riverire e obbedire al loro vescovo come se fosse Cristo stesso
(Ign. Eph. Chapter 6)
Ignazio sembra ribadire il tema dell'unità poiché questo era uno dei temi principali di Paolo nell'epistola agli Efesini.
Ignazio fa riferimento a una tradizione che non è esplicitamente menzionata nei testi canonici del vangelo o è ampliata qui:
(Ign. Eph. Chapter 19)
Questa storia di una spettacolare luce celeste presenta alcune somiglianze con la storia della natività che si trova nel Vangelo di Matteo.